# Молочна печера
Молочна печера, молочний грот (лат. Crypta lactea, араб. مغارةآلسثئ, івр. מערת החלב‎) — католицька каплиця у природному гроті у Вифлеємі, споруджена у 1872 році. З давніх часів це місце було центром християнського паломництва, разом з його Маріїнською святинею та монастирем знаходиться під опікою Кустодії Святої Землі католицької церкви в Палестині.

## Будівля
Менші брати, після придбання печери в чотирнадцятому столітті, з дозволу папи Григорія XI у 1375 році, побудували на цьому місці першу церкву з дзвіницею. Пізніше каплиця була побудована в 1872 році на місці колишньої візантійської церкви V-го століття, з якої залишилася лише частина мозаїчної підлоги. Каплиця у новому вигляді відреставрована у 2007 році.

## Історія
Новий Заповіт скупо предає топографічну інформацією про місце народження Ісуса Христа. Євангелист Матвій лаконічно стверджує, що «Ісус народився у Вифлеємі Юдейськім», а Євангеліст Лука, зі свого боку, додає, що Марія «породила свого сина первородного, сповила його та поклала в ясла, бо не було їм місця в заїзді». Треба зрозуміти, що «брак місця» це скоріше неготовність для прийняття вагітної жінки, а не відсутність дружелюбності до приїжджих, або ворожості до незнайомців. Текст Євангелія не вказує на ніяке недружнє ставлення, до прибулих. Місцева юдео-християнська традиція, засвідчена пізнішими християнськими письменниками і побудова базиліки, вказує на місце історичної події — Печеру Різдва, на пагорбі в східній частині старого міста. Однак у пізнішому описі Вифлеємських подій — відвідин Трьох царів, євангелист Матвій вже чітко говорить про конкретний будинок, а не грот-стайню: «Увійшли до хати й побачили дитятко з Марією, матір'ю його, і, впавши ниць, поклонились йому; потім відкрили свої скарби й піднесли йому дари: золото, ладан і миро.». Місцеві передання, що відносяться до VI-го століття, також повідомляли про тимчасовий притулок. За переказом, саме тут у печері, переховувалось Святе сімейство від воїнів царя Ірода під час масового знищення немовлят. У цій печері їм довелося прожити майже сорок днів. Одного разу, коли Матір Божа збиралася годувати груддю маленького Ісусика, кілька крапель молока бризнули на великий камінь. Темна каменюка відразу ж вся стала молочно-білого кольору. І християни, і мусульмани надзвичайно шанують ці «краплинки молока Богородиці» — часточки білого пористого каменю, і вважають їх чудотворними. На місці, де Богородиця годувала Ісуса, встановлена ікона, на якій зображена сцена годування («Годувальниця»). На ній Дитятко Христос, що припав до материнських грудей, обернений обличчям на молільників. Біля цього образу, який вшановується як чудотворний, жінки залишають свої гарячі молитви в надії на допомогу Божої Матері. У цій печері, віддаленій від Печери Різдва приблизно 200 м по прямій лінії, яка сьогодні називається Молочна печера, Святе сімейство готуватися до подорожі у Єгипет.

## Галерея

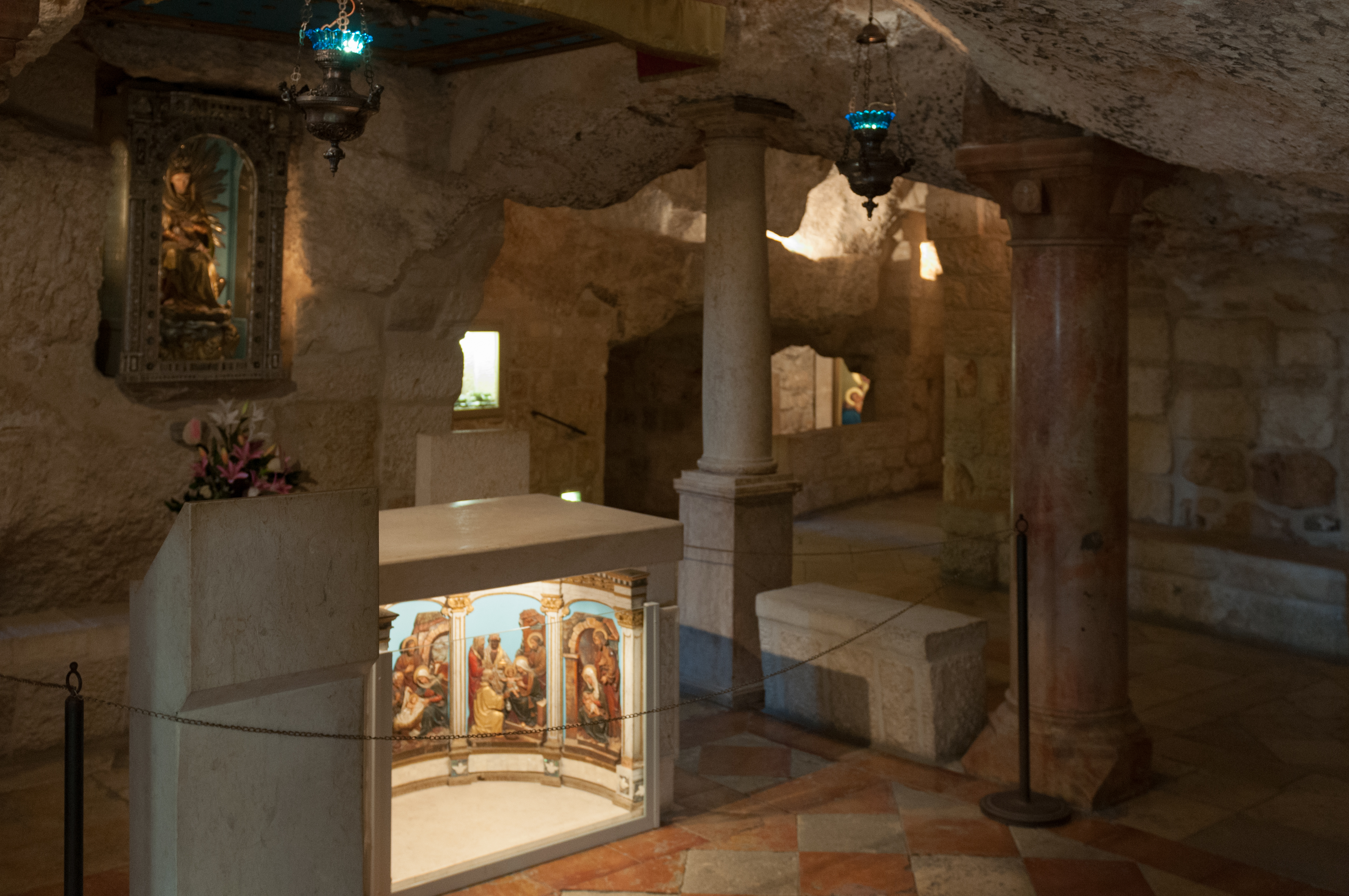
Всередині печери
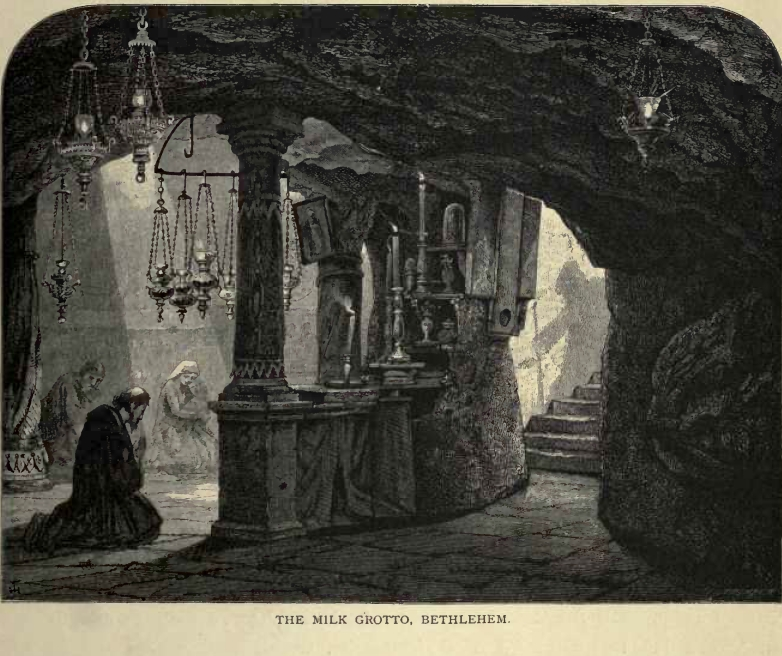
Молочна печера, 1880
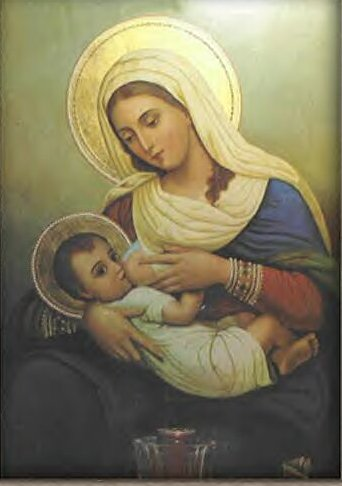
Ікона Богородиці «Годувальниця»